# 金州区
金州区是辽宁省大连市的一个市辖区，位於該市中南部。其北與瓦房店市、普蘭店區相鄰，東及南臨黃海，西南與甘井子區相鄰，西臨渤海。全區面積1,928平方公里。區人民政府駐金馬路199號。 

## 名称
金州名称，始于金朝。1216年（金貞祐四年），升化成縣為金州。

## 历史

### 先秦至三国時期
今金州地區在战国时期属於燕國辽东郡。秦朝仍屬遼東郡。汉朝設置沓氏县，仍属辽东郡。清《读史方舆纪要》载：“沓氏城，在卫（金州）东南”。据史载及遗址考证，当在今大李家街道大岭城。
239年，曹魏因辽东城乱，“以辽东沓（氏）县吏民渡海居齐郡界，立新沓县以居徙民”（新沓县故地在今山东省淄博市淄川區境内）。

### 晉代至元代時期
西晉、前燕、前秦、後燕時期，該地區屬於平州遼東郡。404年（後燕光始四年），高句麗佔嶺遼東，在該地區建卑沙城（城址位於今金州區大黑山）。
668年（唐乾封二年），唐、新羅聯軍攻滅高句麗，置安东都护府，該地區屬安东都护府积利州。
辽代該地區属东京道辽阳府，遼興宗時期於該地區置苏州。金代袭辽制，属东京路辽阳府。1143年，降苏州为化成县。1216年，升化成县为金州。1218年，置金州防御使。元代廢金州併入蓋州路，後併入遼陽路，屬遼陽等處行中書省。

### 明代
1372年，置金州，属山东布政使司。1375年，置金州卫，属辽东都指挥使司。1395年，废除州制，专行卫制。治所在今金州城。

### 清代
1661年，始设金州巡检司，隶海城县。1680年，裁金州巡检司，改设金州营。1727年，复设金州巡检司，改隶复州通判。1734年，裁金州巡检司设宁海县，隶奉天府。1843年，熊岳副都统衙门移驻金州，隶盛京将军。同年，升宁海县为金州厅。设海防同知衙门，驻金州城西街，隶奉天府尹。
清初时的金州城池，经过多年战事，已有损坏。1715年（康熙五十四年），清廷呈准盛京动用贮存维修城池税课，重修金州城，但由于诸多条件不成熟，一直没有动工。至1780年（乾隆四十五年），盛京将军任命金州城守尉巴彦泰为承修官，开始重修金州城。此次重修，根据实际需要，把明代金州城的“亞”字形改为长方形城，基本沿用明代的城垣，只是略有改动：北墙全部及东、西两墙的大部分仍为明代所遗，南墙则是以原明故城的南关外墙为基础，东、西向分别加长，东、西墙向南加长与加长后的南墙呈直角相交；新修后的城墙周长较明代时金州城墙长了近500米，废除了南北二关，而在四门外增筑了瓮城。
至清朝中期，金州城的建设已颇具规模，城内的主要街道里弄、官署、庙宇和民居基本定格，成为辽南地区军事、政治、经济、文化的中心，俨然为辽东重镇。城内有正街四条（东街、西街、南街、北街），这四条大街将金州城内建筑群分成颇为规矩的“田”字形；另有较大的巷街17条。路面均为黄土掺少量沙子铺垫而成，正街两侧有暗水沟与城外护城河相通，主要用于排泄积水。
第一次鸦片战争后，随着辽南地区战略地位重要性日渐突出，为加强对辽南地区的防御，尤其是海防，清政府对辽南地区的八旗驻防进行了较大幅度的调整，其中最主要的举措是1843年3月7日（道光二十三年二月庚辰）将熊岳副都统移驻金州，改设金州副都统。金州副都统的全称是“镇守奉天金州等处地方副都统”，简称金州副都统。
1894－1895年的中日甲午战争中，古老的金州城受到了侵华日军的摧残，金州城垣损毁严重。1898年（光绪二十四年），署理金州副都统阎福升募捐筹款修复了在甲午战争中被日军炮火损毁的城墙和东、北两座门楼。

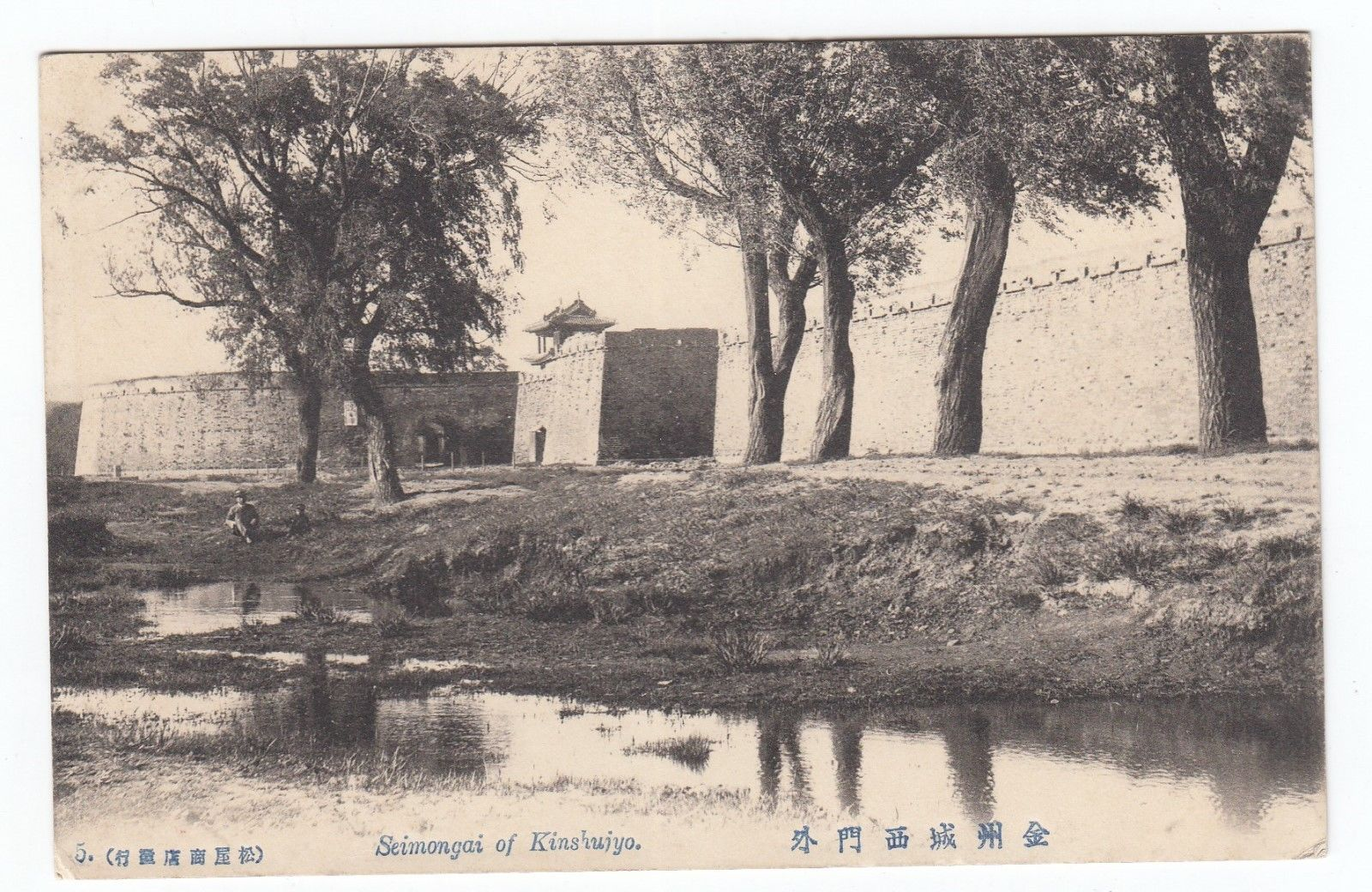
金州城西门外

### 俄日租借地時期
1897年冬，俄羅斯帝國舰队侵占旅顺口，在金州地区设金州行政区和金州市，属关东州。
1904－1905年的甲辰日俄战争，使金州城垣再次遭到严重损毁，东门被日军炮火炸得几近坍塌。日本殖民者占领金州城后，出于统治的需要，征调中国民工，对金州城垣进行了局部维修，并将城内的土路改建成砂石路面，同时在城内新建了一些具有异域风格的房屋(主要分布在原民仓、旗仓一带)。
1905年，基于《朴次茅斯条约》日本获取了包括金州辖境的关东州的租借权，开始统治金州。
1913年中華民國政府宣布金州改为金县，隶属奉天省，但未对金州有实际统治。

### 蘇軍佔領及中共入駐
1945年8月22日，苏联红军进驻金州，实施军管。同年12月16日，成立了中国共产党领导下的金县政府，属旅大行政联合办事处。1946年苏军撤离。

### 中华人民共和国成立後
1950年12月1日，金州改属旅大市人民政府。1966年3月31日，改属辽宁省辽南专署。1969年，辽南专署撤销，金县复归旅大市。1981年2月9日，旅大市人民政府改为大连市人民政府，金县属之。
1984年9月，国务院批准设立大连经济技术开发区(简称：大连开发区)。是第一个国家级开发区。
1987年4月，国务院批准金县撤县改区，同年5月20日，举行撤县改区大会，从此，大连市金县更名为大连市金州区。

## 行政区划
金州区下辖25个街道办事处：
拥政街道、友谊街道、马桥子街道、海青岛街道、大孤山街道、站前街道、先进街道、董家沟街道、金石滩街道、湾里街道、二十里堡街道、亮甲店街道、登沙河街道、大魏家街道、杏树街道、七顶山街道、华家街道、向应街道、大李家街道、得胜街道、炮台街道、复州湾街道、三十里堡街道、石河街道和光中街道。

## 人口
根据(辽宁省)大连市第七次全国人口普查公报显示：金普新区常住人口为1545491人，男性人口占比50.09%，女性人口占比49.91%，年龄结构中0-14岁占比13.13%，15-59岁占比67.34%，60岁以上占比19.53%，65岁以上占比13.36%。

## 交通
- 201国道、 202国道过境。

## 旅游景点
- 向应广场和斯大林路步行街
- 金州副都统衙署旧址博物馆
- 金州博物馆
- 龙王庙，金州基督教堂等
- 南山日俄战争遗址
- 大黑山，胜水寺观音阁，观水响，朝阳寺
- 大连开发区：炮台山公园，东山风景区，凯伦国际俱乐部等
- 金石滩国家旅游度假区：发现王国，金石滩国际高夫球场、大連模特藝術學校等